# The Singers Unlimited
The Singers Unlimited war eine 1967 von Eugene „Gene“ Thomas Puerling in Chicago gegründete US-amerikanische Vokalgruppe, die bis 1981 aktiv war.

## Geschichte
The Singers Unlimited bestanden aus Gene Puerling (Bariton und Arrangeur), Len Dresslar (Bass), Don Shelton (Tenor) und Bonnie Herman (Sopran). Das professionelle Solistenquartett arbeitete zunächst in erster Linie für das musikalische Werbegeschäft. Für ein Weihnachtsgeschenk an ihre Werbeagenturen produzierten die Singers Unlimited den bekannten Beatles-Song The Fool on the Hill aus dem Beatles-Album Magical Mystery Tour in einem Arrangement von Gene Puerling, das den Beginn ihrer Zusammenarbeit mit dem Jazzlabel Musik Produktion Schwarzwald (MPS) in Villingen markierte und in dem sich der typische Sound der Gruppe bereits andeutete.
Unter Vermittlung des kanadischen Jazz-Pianisten Oscar Peterson kam es 1971 zu einem ersten Zusammentreffen des Vokalquartetts mit dem Musikproduzenten und Eigentümer von MPS, Hans Georg Brunner-Schwer. Peterson stand bei ihm unter Vertrag und kannte zudem das Demoband mit dem Puerling-Arrangement des McCartney-Songs. Anschließend entstanden mit den Singers Unlimited in den MPS-Tonstudios von 1971 bis 1980 insgesamt 15 Schallplatten-Produktionen, 1972 wurde ihr erstes A-cappella-Album mit dem 1963 gegründeten Deutschen Schallplattenpreis ausgezeichnet.
Der unverwechselbare Stil der Singers Unlimited war einerseits geprägt durch die mit komplexer Harmonik und filigraner Stimmführung durchsetzten Vokalarrangements von Gene Puerling und deren sängerisch auf höchstem Niveau realisierten Studioproduktion, andererseits durch ein konsequentes Ausschöpfen diverser elektroakustischer Manipulationsmöglichkeiten, die ihnen MPS mit einem der modernsten Aufnahmestudios der Zeit anzubieten hatte. Bei den aufwändigen Studioproduktionen kam eine damals äußerst seltene 16-Spur Tonbandmaschine zum Einsatz, die für die notwendige Perfektion beim additiven Zusammenbau des orchestralen Vokalklangs sorgte. Ein Liveauftritt des Vokalquartetts war damit völlig ausgeschlossen.
Gene Puerling (1929–2008) war musikalischer Autodidakt und sammelte umfangreiche Erfahrungen als Sänger und Arrangeur in der von ihm 1953 gegründeten Close-Harmony-Vokalgruppe The Hi-Lo’s, einem stilistisch innovativen und in den USA sehr bekannten a-cappella Männervokalquartett, zu dem ab 1959 auch der Tenor Don Shelton gehörte und das sich um 1964 auflöste. Puerling arbeitete später in den Aufnahmestudios der Chicagoer Jingle-Industrie, wo er die beiden Studiovokalisten Len Dresslar und Bonnie Herman, die Nichte des Jazz-Klarinettisten und Bandleaders Woody Herman kennenlernte. Für sein Vokalarrangement des Songs A Nightingale Sang in Berkeley Square, das er für The Manhattan Transfer anfertigte, erhielt Puerling einen Grammy, für 14 weitere wurde er im Laufe seiner Karriere nominiert.
Zusammen mit den neuen musikalischen Möglichkeiten der Sopranstimme von Bonnie Herman, einer ausgiebigen Verwendung der auf dem Playback basierenden Bearbeitungstechnik, wobei die beiden höheren Männerstimmen von Don Shelton und Gene Puerling häufig den vierstimmigen zum sechsstimmigen Chorsatz erweiterten, dem mehrfachen overdubbing mit dem Mehrspurrekorder sowie einer komplizierten, damals noch vollständig analogen Aufnahmetechnik, entstand aus dem Solistenquartett ein völlig neuartiger, für die Singers Unlimited typischer, außerordentlich voluminöser und hochartifizieller A-cappella-Chorklang, der bei späteren Produktionen durch die Mitwirkung diverser bekannter Instrumentalisten ergänzt wurde.
1981 erschien mit Easy to Love das letzte Studioalbum des Solistenquartetts. Es folgten die Veröffentlichungen zahlreicher Kompilationen und Zusammenstellungen früherer Aufnahmen durch MPS Records.

## Diskografie
- In Tune (mit Oscar Peterson Trio, 1971)
- A Capella (1971)
- Christmas (1972)
- Four Of Us (mit Don Shelton Quartett, 1973)
- Invitation (mit Art Van Damme, 1973)
- Sentimental Journey (mit Robert Farnon Orchestra, 1974)
- A Special Blend (mit Clare Fischer Orchestra, 1975)
- A Capella II (1975)
- Feeling Free (mit Pat Williams Orchestra, 1975)
- Eventide (mit Robert Farnon Orchestra, 1976)
- Friends (mit Pat Williams Orchestra, 1976)
- Just In Time (mit Roger Kellaway Quintett, 1977)
- The Singers Unlimited (mit Rob McConnell and the Boss Brass, 1979)
- A Capella III (1980)
- Easy to Love (mit Les Hooper Orchestra, 1981)